# Le Grais
Le Grais és un municipi francès situat al departament de l'Orne i a la regió de Normandia. L'any 2007 tenia 197 habitants.

## Demografia

### Població
El 2007 la població de fet de Le Grais era de 197 persones. Hi havia 88 famílies de les quals 28 eren unipersonals (20 homes vivint sols i 8 dones vivint soles), 24 parelles sense fills, 20 parelles amb fills i 16 famílies monoparentals amb fills.
La població ha evolucionat segons el següent gràfic:
Habitants censats

### Habitatges
El 2007 hi havia 117 habitatges, 90 eren l'habitatge principal de la família, 11 eren segones residències i 16 estaven desocupats. 116 eren cases i 1 era un apartament. Dels 90 habitatges principals, 71 estaven ocupats pels seus propietaris i 18 estaven llogats i ocupats pels llogaters; 1 tenia una cambra, 11 en tenien dues, 26 en tenien tres, 15 en tenien quatre i 36 en tenien cinc o més. 79 habitatges disposaven pel capbaix d'una plaça de pàrquing. A 43 habitatges hi havia un automòbil i a 41 n'hi havia dos o més.

### Piràmide de població
La piràmide de població per edats i sexe el 2009 era:
| Homes | Edats   | Dones |
| ----- | ------- | ----- |
| 0     | 95 o +  | 0     |
| 0     | 90 a 94 | 0     |
| 0     | 85 a 89 | 0     |
| 0     | 80 a 84 | 4     |
| 4     | 75 a 79 | 4     |
| 4     | 70 a 74 | 12    |
| 8     | 65 a 69 | 0     |
| 8     | 60 a 64 | 4     |
| 0     | 55 a 59 | 0     |
| 12    | 50 a 54 | 8     |
| 0     | 45 a 49 | 4     |
| 0     | 40 a 44 | 8     |
| 8     | 35 a 39 | 4     |
| 4     | 30 a 34 | 4     |
| 12    | 25 a 29 | 4     |
| 0     | 20 a 24 | 8     |
| 8     | 15 a 19 | 8     |
| 4     | 10 a 14 | 8     |
| 0     | 5 a 9   | 4     |
| 4     | 0 a 4   | 4     |

## Economia
El 2007 la població en edat de treballar era de 117 persones, 81 eren actives i 36 eren inactives. De les 81 persones actives 77 estaven ocupades (45 homes i 32 dones) i 4 estaven aturades (3 homes i 1 dona). De les 36 persones inactives 16 estaven jubilades, 11 estaven estudiant i 9 estaven classificades com a «altres inactius».

### Ingressos
El 2009 a Le Grais hi havia 89 unitats fiscals que integraven 218 persones, la mediana anual d'ingressos fiscals per persona era de 16.014 €.

### Activitats econòmiques
Dels 4 establiments que hi havia el 2007, 2 eren d'empreses de comerç i reparació d'automòbils i 2 d'empreses classificades com a «altres activitats de serveis».
L'únic servei als particulars que hi havia el 2009 era una perruqueria.
L'únic establiment comercial que hi havia el 2009 era una botiga de menys de 120 m².
L'any 2000 a Le Grais hi havia 23 explotacions agrícoles que ocupaven un total de 726 hectàrees.

## Poblacions més properes
El següent diagrama mostra les poblacions més properes.